# Тиссен, Джейсон
Джейсон Тиссен (англ. Jayson Thiessen; род. 30 декабря 1976, Монреаль, Квебек, Канада) — канадский анимационный режиссёр, наиболее известный своей работой как первый руководящий режиссёр и исполнительный продюсер мультсериала «Дружба — это чудо» и его спин-офф фильмов «Девочки из Эквестрии» и «Девочки из Эквестрии. Радужный рок». Он также снял адаптацию 2017 года, основанную на мультсериале.

## Карьера
До работы над «Дружба — это чудо» он работал над 2 сезоном мультсериала «Пукка», транслировавшегося на Jetix (сейчас Disney XD). Недавно он снял восемь серий мультсериала «Клеопатра в космосе», премьера которого состоялась на DreamWorks Channel в Юго-Восточной Азии в конце ноября 2019 года и который станет частью предложений стримингого сервиса NBC Peacock в апреле 2020 года.
Он был руководящим режиссёром первых четырёх с половиной сезонов «Дружбы — это чудо», а также режиссёром первых двух фильмов серии «Девочек из Эквестрии». В середине пятого сезона его роль в мультсериале уменьшилась, поскольку его внимание переключилось на постановку театрального фильма «My Little Pony в кино»; он был назначен только как консультирующий режиссёр для последних тринадцати эпизодах пятого сезона. Точно так же он был назначен только как консультирующий режиссёр в третьем фильме «Девочек из Эквестрии» «Девочки из Эквестрии. Игры дружбы», который стал его последним участием в спин-офф франшизе «Девочки из Эквестрии». Шестой сезон был первым сезоном, в котором он не участвовал, и он также не участвовал ни в одном из последних трёх сезонов мультсериала даже после выхода «My Little Pony в кино» в 2017 году.